# Cascocauda
Cascocauda (il cui nome significa "coda antica") è un genere estinto di pterosauro anurognatide vissuto nel Giurassico medio-superiore, circa 165-160 milioni di anni fa (Calloviano-Oxfordiano), in quella che oggi è la Formazione Tiaojishan di Hebei, Cina. Il genere contiene una singola specie, C. rong, nota da uno scheletro completo appartenente a un individuo giovane conservato con estesi tessuti molli, comprese le membrane alari e una densa copertura di picnofibre. Alcune di queste picnofibre sembrano essere ramificate, simili alle piume dei dinosauri teropodi maniraptori e suggeriscono che le picnofibre degli pterosauri potrebbero essere strettamente correlate alle piume dei dinosauri e, per estensione, degli uccelli.

## Scoperta e denominazione
L'esemplare tipo e unico esemplare noto di Cascocauda, NJU-57003, è stato scoperto nella Formazione Tiaojishan, in Cina. L'esemplare proviene dalla località Mutoudeng del letto di Daohugou, situata nella contea di Qinglong nella provincia di Hebei, che è stata datata tra il Calloviano e l'Oxfordiano, durante il Giurassico medio-superiore. L'esemplare NJU-57003 è costituito da uno scheletro quasi completo e articolato e comprende ampie aree di tessuti molli conservati sia su una lastra principale che su una contro lastra, ed è attualmente conservato presso l'Università di Nanchino a Nanchino, Cina.
L'esemplare è stato segnalato per la prima volta come un anurognatide senza nome nel dicembre 2018 da Zixiao Yang e colleghi, insieme a un altro esemplare di anurognatide (CAGS-Z070), in una descrizione e un'analisi delle strutture tegumentarie di entrambi gli esemplari. NJU-57003 non sarebbe stato completamente descritto fino al 2022 da Yang e colleghi, in cui è stato diagnosticato come un nuovo genere e specie, Cascocauda rong. Il nome generico deriva dal latino cascus, che significa "antico" o "primitivo", e cauda, che significa "coda". Il nome specifico, rong, deriva dal carattere cinese 'róng' (绒), derivato dalla frase "máo róng róng" che significa "un aspetto soffice". Pertanto, il nome binomiale completo si traduce come "soffice coda antica".

## Classificazione
L'esemplare NJU-57003 venne inizialmente classificato come un anurognathide di specie indeterminata nel 2018, sebbene Yang e colleghi avessero già riconosciuto delle caratteristiche simili a quelle di Jeholopterus e Dendrorhynchoides, pterosauri anurognathidi provenienti dallo stesso biota locale, sospettando potesse trattarsi di un individuo giovane di uno di questi generi. Tuttavia, una successiva analisi di come le proporzioni degli anurognatidi cambiassero attraverso la crescita (allometria) di Yang et al. (2022) hanno dimostrato che le proporzioni di Cascocauda erano distinte da tutti gli altri anurognatidi, indipendentemente dal fatto che fosse un individuo giovane, e che quindi appartenesse a un nuovo taxon.
Un'analisi filogenetica eseguita nello stesso studio ha rilevato che Cascocauda è un membro della sottofamiglia Batrachognathinae in un clade di anurognatidi dalla coda relativamente lunga, potenzialmente un tratto primitivo rispetto agli Anurognathinae derivati dalla coda corta. Una versione semplificata dei loro risultati è mostrata nel cladogramma seguente:
|  | Cascocauda rong                                                               |
|  |                                                                               |
|  | \| \| Sinomacrops bondei \| \| \| \| \| \| Batrachognathus volans \| \| \| \| |
|  |                                                                               |
|  | Sinomacrops bondei                                                            |
|  |                                                                               |
|  | Batrachognathus volans                                                        |
|  |                                                                               |

|  | Sinomacrops bondei     |
|  |                        |
|  | Batrachognathus volans |
|  |                        |

|  | Vesperopterylus lamadongensis                                            |
|  |                                                                          |
|  | \| \| CAGS-Z070 \| \| \| \| \| \| Jeholopterus ninchengensis \| \| \| \| |
|  |                                                                          |
|  | CAGS-Z070                                                                |
|  |                                                                          |
|  | Jeholopterus ninchengensis                                               |
|  |                                                                          |

|  | CAGS-Z070                  |
|  |                            |
|  | Jeholopterus ninchengensis |
|  |                            |

|  | Vesperopterylus lamadongensis                                            |
|  |                                                                          |
|  | \| \| CAGS-Z070 \| \| \| \| \| \| Jeholopterus ninchengensis \| \| \| \| |
|  |                                                                          |
|  | CAGS-Z070                                                                |
|  |                                                                          |
|  | Jeholopterus ninchengensis                                               |
|  |                                                                          |

|  | CAGS-Z070                  |
|  |                            |
|  | Jeholopterus ninchengensis |
|  |                            |

|  | Vesperopterylus lamadongensis                                            |
|  |                                                                          |
|  | \| \| CAGS-Z070 \| \| \| \| \| \| Jeholopterus ninchengensis \| \| \| \| |
|  |                                                                          |
|  | CAGS-Z070                                                                |
|  |                                                                          |
|  | Jeholopterus ninchengensis                                               |
|  |                                                                          |

|  | CAGS-Z070                  |
|  |                            |
|  | Jeholopterus ninchengensis |
|  |                            |

|  | Vesperopterylus lamadongensis                                            |
|  |                                                                          |
|  | \| \| CAGS-Z070 \| \| \| \| \| \| Jeholopterus ninchengensis \| \| \| \| |
|  |                                                                          |
|  | CAGS-Z070                                                                |
|  |                                                                          |
|  | Jeholopterus ninchengensis                                               |
|  |                                                                          |

|  | CAGS-Z070                  |
|  |                            |
|  | Jeholopterus ninchengensis |
|  |                            |

|  | Vesperopterylus lamadongensis                                            |
|  |                                                                          |
|  | \| \| CAGS-Z070 \| \| \| \| \| \| Jeholopterus ninchengensis \| \| \| \| |
|  |                                                                          |
|  | CAGS-Z070                                                                |
|  |                                                                          |
|  | Jeholopterus ninchengensis                                               |
|  |                                                                          |

|  | CAGS-Z070                  |
|  |                            |
|  | Jeholopterus ninchengensis |
|  |                            |

|  | Vesperopterylus lamadongensis                                            |
|  |                                                                          |
|  | \| \| CAGS-Z070 \| \| \| \| \| \| Jeholopterus ninchengensis \| \| \| \| |
|  |                                                                          |
|  | CAGS-Z070                                                                |
|  |                                                                          |
|  | Jeholopterus ninchengensis                                               |
|  |                                                                          |

|  | CAGS-Z070                  |
|  |                            |
|  | Jeholopterus ninchengensis |
|  |                            |

|  | Vesperopterylus lamadongensis                                            |
|  |                                                                          |
|  | \| \| CAGS-Z070 \| \| \| \| \| \| Jeholopterus ninchengensis \| \| \| \| |
|  |                                                                          |
|  | CAGS-Z070                                                                |
|  |                                                                          |
|  | Jeholopterus ninchengensis                                               |
|  |                                                                          |

|  | CAGS-Z070                  |
|  |                            |
|  | Jeholopterus ninchengensis |
|  |                            |

|  | Vesperopterylus lamadongensis                                            |
|  |                                                                          |
|  | \| \| CAGS-Z070 \| \| \| \| \| \| Jeholopterus ninchengensis \| \| \| \| |
|  |                                                                          |
|  | CAGS-Z070                                                                |
|  |                                                                          |
|  | Jeholopterus ninchengensis                                               |
|  |                                                                          |

|  | CAGS-Z070                  |
|  |                            |
|  | Jeholopterus ninchengensis |
|  |                            |

|  | Cascocauda rong                                                               |
|  |                                                                               |
|  | \| \| Sinomacrops bondei \| \| \| \| \| \| Batrachognathus volans \| \| \| \| |
|  |                                                                               |
|  | Sinomacrops bondei                                                            |
|  |                                                                               |
|  | Batrachognathus volans                                                        |
|  |                                                                               |

|  | Sinomacrops bondei     |
|  |                        |
|  | Batrachognathus volans |
|  |                        |

|  | Vesperopterylus lamadongensis                                            |
|  |                                                                          |
|  | \| \| CAGS-Z070 \| \| \| \| \| \| Jeholopterus ninchengensis \| \| \| \| |
|  |                                                                          |
|  | CAGS-Z070                                                                |
|  |                                                                          |
|  | Jeholopterus ninchengensis                                               |
|  |                                                                          |

|  | CAGS-Z070                  |
|  |                            |
|  | Jeholopterus ninchengensis |
|  |                            |

|  | Vesperopterylus lamadongensis                                            |
|  |                                                                          |
|  | \| \| CAGS-Z070 \| \| \| \| \| \| Jeholopterus ninchengensis \| \| \| \| |
|  |                                                                          |
|  | CAGS-Z070                                                                |
|  |                                                                          |
|  | Jeholopterus ninchengensis                                               |
|  |                                                                          |

|  | CAGS-Z070                  |
|  |                            |
|  | Jeholopterus ninchengensis |
|  |                            |

|  | Vesperopterylus lamadongensis                                            |
|  |                                                                          |
|  | \| \| CAGS-Z070 \| \| \| \| \| \| Jeholopterus ninchengensis \| \| \| \| |
|  |                                                                          |
|  | CAGS-Z070                                                                |
|  |                                                                          |
|  | Jeholopterus ninchengensis                                               |
|  |                                                                          |

|  | CAGS-Z070                  |
|  |                            |
|  | Jeholopterus ninchengensis |
|  |                            |

|  | Vesperopterylus lamadongensis                                            |
|  |                                                                          |
|  | \| \| CAGS-Z070 \| \| \| \| \| \| Jeholopterus ninchengensis \| \| \| \| |
|  |                                                                          |
|  | CAGS-Z070                                                                |
|  |                                                                          |
|  | Jeholopterus ninchengensis                                               |
|  |                                                                          |

|  | CAGS-Z070                  |
|  |                            |
|  | Jeholopterus ninchengensis |
|  |                            |

|  | Vesperopterylus lamadongensis                                            |
|  |                                                                          |
|  | \| \| CAGS-Z070 \| \| \| \| \| \| Jeholopterus ninchengensis \| \| \| \| |
|  |                                                                          |
|  | CAGS-Z070                                                                |
|  |                                                                          |
|  | Jeholopterus ninchengensis                                               |
|  |                                                                          |

|  | CAGS-Z070                  |
|  |                            |
|  | Jeholopterus ninchengensis |
|  |                            |

|  | Vesperopterylus lamadongensis                                            |
|  |                                                                          |
|  | \| \| CAGS-Z070 \| \| \| \| \| \| Jeholopterus ninchengensis \| \| \| \| |
|  |                                                                          |
|  | CAGS-Z070                                                                |
|  |                                                                          |
|  | Jeholopterus ninchengensis                                               |
|  |                                                                          |

|  | CAGS-Z070                  |
|  |                            |
|  | Jeholopterus ninchengensis |
|  |                            |

|  | Vesperopterylus lamadongensis                                            |
|  |                                                                          |
|  | \| \| CAGS-Z070 \| \| \| \| \| \| Jeholopterus ninchengensis \| \| \| \| |
|  |                                                                          |
|  | CAGS-Z070                                                                |
|  |                                                                          |
|  | Jeholopterus ninchengensis                                               |
|  |                                                                          |

|  | CAGS-Z070                  |
|  |                            |
|  | Jeholopterus ninchengensis |
|  |                            |

|  | Vesperopterylus lamadongensis                                            |
|  |                                                                          |
|  | \| \| CAGS-Z070 \| \| \| \| \| \| Jeholopterus ninchengensis \| \| \| \| |
|  |                                                                          |
|  | CAGS-Z070                                                                |
|  |                                                                          |
|  | Jeholopterus ninchengensis                                               |
|  |                                                                          |

|  | CAGS-Z070                  |
|  |                            |
|  | Jeholopterus ninchengensis |
|  |                            |

## Paleobiologia
Si ritiene che l'unico esemplare conosciuto di Cascocauda sia un giovane, in base alle caratteristiche dello scheletro che indicano l'immaturità. Vale a dire, le ossa articolari come i carpali nell'ala e la scapola e la coracoide della spalla non sono fuse e le superfici articolari delle articolazioni degli arti sono ruvide e butterate, entrambe indicative di una crescita ossea incompleta.